# Алгоритм Диксона
Алгоритм Диксона — алгоритм факторизации, использующий в своей основе идею Лежандра, заключающуюся в поиске пары целых чисел {\displaystyle x} и {\displaystyle y} таких, что {\displaystyle x^{2}\equiv y^{2}{\pmod {n}}} и {\displaystyle x\not \equiv \pm y{\pmod {n}}.}
Метод Диксона является обобщением метода Ферма.

## История[1]
В 20-х г. XX столетия Морис Крайчик (1882—1957), обобщая теорему Ферма предложил вместо пар чисел, удовлетворяющих уравнению {\displaystyle x^{2}-y^{2}=n}, искать пары чисел, удовлетворяющих более общему уравнению {\displaystyle x^{2}\equiv y^{2}{\pmod {n}}}. Крайчик заметил несколько полезных для решения фактов. В 1981 г. Джон Диксон опубликовал разработанный им метод факторизации, использующий идеи Крайтчика, и рассчитал его вычислительную сложность.

## Описание алгоритма[3]
- Составить факторную базу {\displaystyle P=\left\{{p_{1},p_{2},\dots ,p_{h}}\right\}}, состоящую из всех простых чисел {\displaystyle p<=\mathrm {B} =L\left({n}\right)^{\frac {1}{2}}}, где {\displaystyle L\left({n}\right)=\exp {\left({\sqrt {\ln {n}\cdot \ln {\ln {n}}}}\right)}}.
- Выбрать случайное {\displaystyle b,{\sqrt {n}}<b<n}
- Вычислить {\displaystyle a=b^{2}{\bmod {n}}}.
- Проверить число {\displaystyle a} на гладкость пробными делениями. Если {\displaystyle a} является {\displaystyle \mathrm {B} }-гладким числом, то есть {\displaystyle a=\prod _{p\in \mathrm {B} }p^{\alpha _{p}\left({b}\right)}}, следует запомнить вектора {\displaystyle {\vec {\alpha }}\left({b}\right)} и {\displaystyle {\vec {\varepsilon }}\left({b}\right)}:

{\displaystyle {\vec {\alpha }}\left({b}\right)=\left({\alpha _{p_{1}}\left({b}\right),\dots ,\alpha _{p_{h}}\left({b}\right)}\right)}
{\displaystyle {\vec {\varepsilon }}\left({b}\right)=\left({\alpha _{p_{1}}\left({b}\right){\bmod {2}},\dots ,\alpha _{p_{h}}\left({b}\right){\bmod {2}}}\right)}.
- Повторять процедуру генерации чисел {\displaystyle b} до тех пор, пока не будет найдено {\displaystyle h+1} {\displaystyle \mathrm {B} }-гладких чисел {\displaystyle b_{1},...,b_{h+1}}.
- Методом Гаусса найти линейную зависимость среди векторов {\displaystyle {\vec {\varepsilon }}\left({b_{1}}\right),\dots ,{\vec {\varepsilon }}\left({b_{h+1}}\right)}:

{\displaystyle {\vec {\varepsilon }}\left({b_{i_{1}}}\right)\oplus \dots \oplus {\vec {\varepsilon }}\left({b_{i_{t}}}\right)={\vec {0}},1\leqslant t\leqslant m}
и положить:
{\displaystyle x=b_{i_{1}}\dots b_{i_{t}}{\bmod {n}}}
{\displaystyle y=\prod _{p\in \mathrm {B} }p^{\left({\alpha _{p}\left({b_{i_{1}}}\right)+\dots +\alpha _{p}\left({b_{i_{t}}}\right)}\right) \over {2}}{\bmod {n}}}.
- Проверить {\displaystyle x\equiv \pm y{\pmod {n}}}. Если это так, то повторить процедуру генерации. Если нет, то найдено нетривиальное разложение:

{\displaystyle n=u\cdot v,u=gcd\left({x+y,n}\right),v=gcd\left({x-y,n}\right).}
- Чтобы формула для {\displaystyle y} была корректной, сумма {\displaystyle \alpha _{p}\left({b_{i_{1}}}\right)+\dots +\alpha _{p}\left({b_{i_{t}}}\right)} должна быть четная. Докажем это:

{\displaystyle (\alpha _{p}\left({b_{i_{1}}}\right)+\dots +\alpha _{p}\left({b_{i_{t}}}\right)){\bmod {2}}=(\varepsilon _{p}\left({b_{i_{1}}}\right)+\dots +\varepsilon _{p}\left({b_{i_{t}}}\right)){\bmod {2}}={\varepsilon }\left({b_{i_{1}}}\right)\oplus \dots \oplus \varepsilon \left({b_{i_{t}}}\right)=0}
- {\displaystyle x^{2}\equiv y^{2}{\pmod {n}}} следует из того, что:

{\displaystyle x^{2}=b_{i_{1}}^{2}\dots b_{i_{t}}^{2}\equiv \prod _{p\in \mathrm {B} }p^{\alpha _{p}\left({b_{i_{1}}}\right)+\dots +\alpha _{p}\left({b_{i_{t}}}\right)}{\pmod {n}}}
{\displaystyle y^{2}=\prod _{p\in \mathrm {B} }p^{\alpha _{p}\left({b_{i_{1}}}\right)+\dots +\alpha _{p}\left({b_{i_{t}}}\right)}}

## Пример
Факторизуем число {\displaystyle n=89755}.
{\displaystyle L(89755)=194{,}174\dots }
{\displaystyle \mathrm {B} =13{,}934\dots }
{\displaystyle P=\left\{2,3,5,7,11,13\right\}}
Все найденные числа {\displaystyle b} с соответствующими векторами {\displaystyle {\vec {\alpha }}(b)} записываем в таблицу.
| {\displaystyle b} | {\displaystyle a} | {\displaystyle \alpha _{2}\left({b}\right)} | {\displaystyle \alpha _{3}\left({b}\right)} | {\displaystyle \alpha _{5}\left({b}\right)} | {\displaystyle \alpha _{7}\left({b}\right)} | {\displaystyle \alpha _{11}\left({b}\right)} | {\displaystyle \alpha _{13}\left({b}\right)} |
| ----------------- | ----------------- | ------------------------------------------- | ------------------------------------------- | ------------------------------------------- | ------------------------------------------- | -------------------------------------------- | -------------------------------------------- |
| 337               | 23814             | 1                                           | 5                                           | 0                                           | 2                                           | 0                                            | 0                                            |
| 430               | 5390              | 1                                           | 0                                           | 1                                           | 2                                           | 1                                            | 0                                            |
| 519               | 96                | 5                                           | 1                                           | 0                                           | 0                                           | 0                                            | 0                                            |
| 600               | 980               | 2                                           | 0                                           | 1                                           | 2                                           | 0                                            | 0                                            |
| 670               | 125               | 0                                           | 0                                           | 3                                           | 0                                           | 0                                            | 0                                            |
| 817               | 39204             | 2                                           | 4                                           | 0                                           | 0                                           | 2                                            | 0                                            |
| 860               | 21560             | 3                                           | 0                                           | 1                                           | 2                                           | 1                                            | 0                                            |

Решая линейную систему уравнений, получаем, что  {\displaystyle {\vec {\varepsilon }}\left(337\right)\oplus {\vec {\varepsilon }}\left(519\right)={\vec {0}}}. Тогда
{\displaystyle x=337\cdot 519{\bmod {89755}}=85148}
{\displaystyle y=2^{3}\cdot 3^{3}\cdot 7^{1}{\bmod {89755}}=1512}
{\displaystyle 85148\not \equiv \pm 1512{\pmod {89755}}}
Следовательно,
{\displaystyle u=gcd(86660,89755)=3095}
{\displaystyle v=gcd(83636,89755)=29}.
Получилось разложение {\displaystyle 89755=3095\cdot 29}

## Вычислительная сложность[5]
Обозначим через {\displaystyle \Psi (n,\mathrm {B} )} количество целых чисел {\displaystyle a} таких, что {\displaystyle 1<a\leqslant n} и {\displaystyle a} является {\displaystyle \mathrm {B} }-гладким числом. Из теоремы де Брёйна — Эрдёша {\displaystyle \Psi (n,\mathrm {B} )=n\cdot u^{-u}}, где {\displaystyle u={\frac {\ln {n}}{\ln {\mathrm {B} }}}}. Значит, каждое {\displaystyle \mathrm {B} }-гладкое число будет в среднем попадаться с {\displaystyle u^{u}} попыток. Для проверки, является ли число {\displaystyle \mathrm {B} }-гладким, необходимо выполнить {\displaystyle h} делений. По алгоритму необходимо найти {\displaystyle h+1} {\displaystyle \mathrm {B} }-гладкое число. Значит, вычислительная сложность поиска чисел
{\displaystyle T_{1}=O\left({u^{u}\cdot h^{2}}\right)}.
Вычислительная сложность метода Гаусса из {\displaystyle h} уравнений
{\displaystyle T_{2}=O\left({h^{3}}\right)}.
Следовательно, суммарная сложность алгоритма Диксона
{\displaystyle T=T_{1}+T_{2}=O\left({u^{u}\cdot h^{2}+h^{3}}\right)}.
Учитывая, что количество простых чисел меньше {\displaystyle M} оценивается формулой {\displaystyle h={\frac {\mathrm {B} }{\ln {\mathrm {B} }}}}, и что {\displaystyle u={\frac {\ln {n}}{\ln {\mathrm {B} }}}}, после упрощения получаем
{\displaystyle T=O\left(exp({\frac {\ln {n}\cdot \ln {\ln {n}}}{\ln {\mathrm {B} }}}+2\ln {\mathrm {B} })\right)}.
{\displaystyle \mathrm {B} } выбирается таким образом, чтобы {\displaystyle T} было минимально. Тогда подставляя {\displaystyle L\left({n}\right)=\exp {\left({\sqrt {\ln {n}\cdot \ln {\ln {n}}}}\right)}}, получаем
{\displaystyle \mathrm {B} =\left({\frac {L\left({n}\right)}{2}}\right)^{\frac {1}{2}}}
{\displaystyle T=O\left({L\left({n}\right)}^{2{\sqrt {2}}}\right)}.
Оценка, сделанная Померанцем на основании более строгой теоремы, чем теорема де Брёйна — Эрдеша, дает  {\displaystyle T=O\left({L\left({n}\right)}^{2}\right)}, в то время как изначальная оценка сложности, сделанная самим Диксоном, дает {\displaystyle T=O\left({L\left({n}\right)}^{3{\sqrt {2}}}\right)}.

## Дополнительные стратегии[7]
Рассмотрим дополнительные стратегии, ускоряющие работу алгоритма.

### Стратегия LP
Стратегия LP (Large Prime variation) использует большие простые числа для ускорения процедуры генерации чисел {\displaystyle b}.

#### Алгоритм
Пусть найденное в пункте 4 число {\displaystyle a} не является {\displaystyle \mathrm {B} }-гладким. Тогда его можно представить {\displaystyle a=s\cdot \prod _{p\in \mathrm {B} }p^{\alpha _{p}\left({b}\right)}}, где {\displaystyle s} не делится на числа из факторной базы.
Очевидно, что {\displaystyle s>B}. Если дополнительно выполняется {\displaystyle s<\mathrm {B} ^{2}}, то s — простое и мы включаем его в факторную базу. Это позволяет найти дополнительные {\displaystyle \mathrm {B} }-гладкие числа, но увеличивает количество необходимых гладких чисел на 1.
Для возврата к первоначальной факторной базе после пункта 5 следует сделать следующее. Если найдено только одно число, в разложение которого {\displaystyle s} входит в нечетной степени, то это число нужно вычеркнуть из списка и вычеркнуть {\displaystyle s} из факторной базы. Если же, например, таких чисел два {\displaystyle b_{1}} и {\displaystyle b_{2}}, то их нужно вычеркнуть и добавить число {\displaystyle b=b_{1}\cdot b_{2}}. Показатель {\displaystyle s} войдет в разложение {\displaystyle b^{2}{\bmod {n}}} в четной степени и будет отсутствовать в системе линейных уравнений.

#### Вариация стратегии
Можно использовать стратегию LP с несколькими простыми числами, не содержащимися в факторной базе. В этом случае для исключения дополнительных простых чисел используется теория графов.

#### Вычислительная сложность
Теоретическая оценка сложности алгоритма с применением LP стратегии, сделанная Померанцем, не отличается от оценки исходного варианта алгоритма Диксона: 
{\displaystyle T_{LP}=O\left({L\left({n}\right)}^{2}\right)}.

### Стратегия EAS
Стратегия EAS (раннего обрыва) исключает некоторые {\displaystyle b} из рассмотрения, не доводя проверку {\displaystyle a} на гладкость до конца.

#### Алгоритм
Выбираются фиксированные {\displaystyle 0<k,l,m<1}. В алгоритме Диксона {\displaystyle a} факторизуется пробными делениями на {\displaystyle p<\mathrm {B} =L\left({n}\right)^{\frac {1}{2}}}. В стратегии EAS выбирается {\displaystyle \mathrm {B} =L\left({n}\right)^{k}} и число сначала факторизуется пробными делениями на {\displaystyle p<\mathrm {B} ^{l}=L\left({n}\right)^{kl}}, и если после разложения неразложенная часть остается больше, чем {\displaystyle n^{1-m}}, то данное {\displaystyle b} отбрасывается.

#### Вариация стратегии
Можно использовать стратегию EAS с несколькими обрывами, то есть при некоторой возрастающей последовательности {\displaystyle l_{j}} и убывающей последовательности {\displaystyle m_{j}}.

#### Вычислительная сложность
Алгоритм Диксона с применением стратегии EAS при {\displaystyle k={\sqrt {\frac {2}{7}}},l={\frac {1}{2}},m={\frac {1}{7}}} оценивается
{\displaystyle T_{EAS}=O\left({L\left({n}\right)}^{\sqrt {\frac {7}{2}}}\right)}.

### Стратегия PS
Стратегия PS использует алгоритм Полларда-Штрассена, который для {\displaystyle z,t\in \mathbb {N} } и {\displaystyle y=z^{2}} находит минимальный простой делитель числа НОД{\displaystyle (t,y!)} за {\displaystyle O\left(z\cdot \ln ^{2}{z}\cdot \ln ^{2}{t}\right)}.

#### Алгоритм
Выбирается фиксированное {\displaystyle 0<k<1}. В алгоритме Диксона {\displaystyle a} факторизуется пробными делениями на {\displaystyle p<\mathrm {B} =L\left({n}\right)^{\frac {1}{2}}}. В стратегии PS выбирается {\displaystyle \mathrm {B} =L\left({n}\right)^{k}}. Полагаем {\displaystyle z=[L\left({n}\right)^{\frac {k}{2}}]+1,y=z^{2}\geqslant L\left({n}\right)^{k},t=a}. Применяем алгоритм Полларда-Штрассена, выбирая за {\displaystyle t} неразложенную часть, получим разложение {\displaystyle a}.

#### Вычислительная сложность
Сложность алгоритма Диксона со стратегией PS минимальна при {\displaystyle k={\frac {1}{\sqrt {3}}}} и равна
{\displaystyle T_{PS}=O\left({L\left({n}\right)}^{\sqrt {3}}\right)}.